# Osttimoresisch-senegalesische Beziehungen
Die Osttimoresisch-senegalesischen Beziehungen beschreiben das zwischenstaatliche Verhältnis von Osttimor und Senegal.

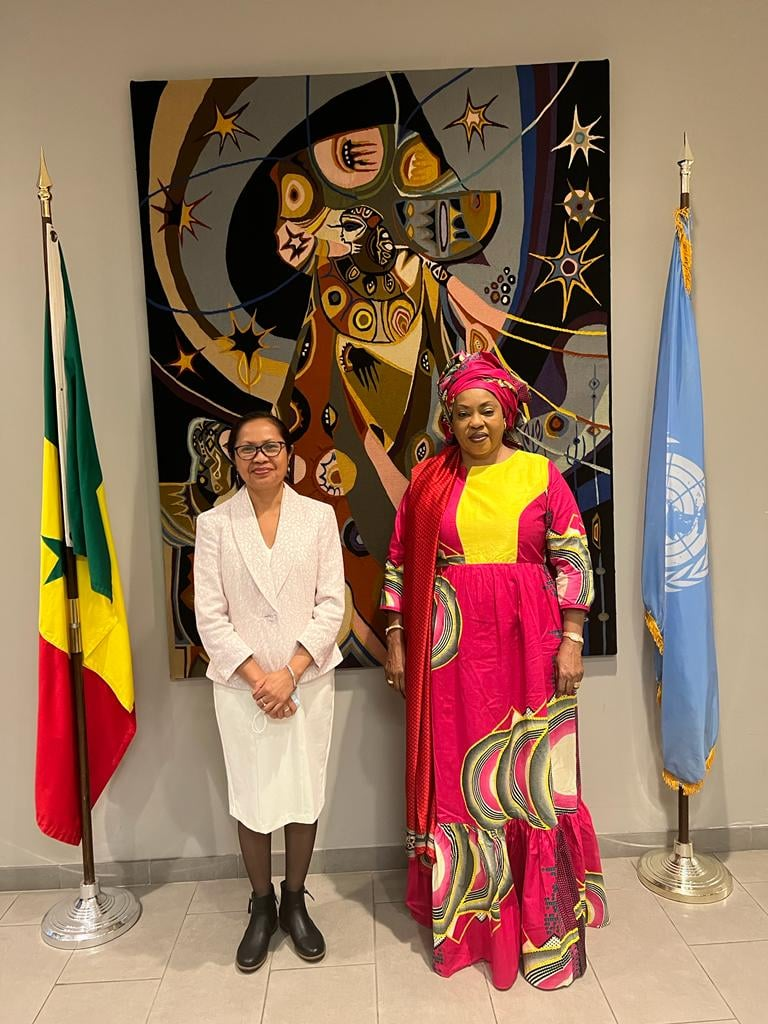
Maria José da Fonseca Monteiro de Jesus und Ndeye Saly Diop Dieng (2022)

Senegal beteiligte sich mit Personal an der Unterstützungsmission der Vereinten Nationen in Osttimor (UNMISET) und der Integrierten Mission der Vereinten Nationen in Timor-Leste (UNMIT).
Osttimor und Senegal verfügen noch nicht über offizielle diplomatische Beziehungen, auch wenn es bereits einige Vereinbarungen über die Zusammenarbeit zwischen den Ländern gibt. Bei einem Treffen am 18. März 2022 von Ndeye Saly Diop Dieng, der senegalesischen Ministerin für Frauen, und Maria José da Fonseca Monteiro de Jesus, der osttimoresischen Staatssekretärin für Gleichberechtigung und Inklusion, drückte die Ministerin das Interesse Senegals aus, die Beziehungen zu vertiefen.
Beide Staaten gehören zur Bewegung der Blockfreien Staaten, zur AKP-Gruppe und zur Gruppe der 77. Weder hat Senegal eine Botschaft in Osttimor, noch Osttimor eine diplomatische Vertretung in Senegal. Für 2018 gibt das Statistische Amt Osttimors keine Handelsbeziehungen zwischen Senegal und Osttimor an.